# Juliana (película)
Juliana es una película peruana de 1989 de los directores Fernando Espinoza y Alejandro Legaspi, creadores del Grupo Chaski, y protagonizada por Rosa Isabel Morfino.
Fue el segundo largometraje del Grupo Chaski, tras Gregorio (1984). La película fue un éxito de taquilla en su estreno, un 23 de marzo de 1989, fue vista por 600,000 espectadores en las salas de cine. Juliana fue financiada por el canal de televisión alemán Zweites Deutsches Fernsehen.
En 2019, se anunció la restauración de las películas Gregorio y Juliana a manos de Guarango, y su posterior reestreno en el Festival de Cine de Lima.

## Sinopsis
Juliana (Rosa Morffino) es una niña de 13 años que escapa de su casa debido a los maltratos recibidos de parte de su padrastro. Una vez en la calle se enfrenta a la dura lucha por sobrevivir. Entonces descubre la marginación que sufren las niñas cuando tratan de encontrar trabajo callejero, por lo que decide cortarse el cabello y disfrazarse de varón. De este modo logra integrarse en una pandilla de muchachos que cantan en los microbuses de Lima, protegidos y al mismo tiempo explotados por Don Pedro. El temperamento rebelde y la fuerza femenina de Juliana la llevan a liderar una revolución infantil.

## Premios y nominaciones
| Año  | Lugar                                           | País                | Categoría                                                   | Resultado | Ref.  |
| ---- | ----------------------------------------------- | ------------------- | ----------------------------------------------------------- | --------- | ----- |
| 1988 | Festival de Cine Latinoamericano de La Habana   | Cuba                | Premio Saúl Yelín del Comité de Cineastas de América Latina | Ganadora  | [ 6 ] |
| 1989 | 39° Festival Internacional de Berlín Occidental | Alemania Occidental | Premio UNICEF                                               | Ganadora  | [ 6 ] |
| 1989 | Festival de Cine Latinoamericano de Huelva      | España              | Colón de oro                                                | Ganadora  | [ 6 ] |
| 1989 | Festival de Cine Latinoamericano de Biarritz    | Francia             | Makhila d'Or                                                | Ganadora  | [ 6 ] |
| 1989 | Festival Internacional de Joven Cine de Turín   | Italia              | Premio del público "Achille Valdata"                        | Ganadora  | [ 6 ] |
| 1989 | Festival Internacional de Joven Cine de Turín   | Italia              | Premio de la ciudad de Turín                                | Nominada  | [ 6 ] |
| 1989 | Festival de Cine de Cartagena                   | Colombia            | Mejor película                                              | Ganadora  | [ 6 ] |
| 1989 | Festival de Cine de Cartagena                   | Colombia            | Premio OCIC                                                 | Ganadora  | [ 6 ] |
| 1989 | Festival de Cine de Cartagena                   | Colombia            | Premio de los cineclubs                                     | Ganadora  | [ 6 ] |
| 1989 | Festival de Cine de Troia                       | Portugal            | Mejor realización                                           | Ganadora  | [ 6 ] |
| 1989 | Festival de Cine de Troia                       | Portugal            | Premio FIPRESCI                                             | Ganadora  | [ 6 ] |
| 1989 | Festival de Cine de Troia                       | Portugal            | Premio Especial del jurado                                  | Ganadora  | [ 6 ] |